# Kinjon
Der Kinjon war ein Flächenmaß auf den Philippinen.
- 1 Kinjon = 825 Pariser Quadratfuß (1 PQ. = 0,105521 m2) = 87,05 Quadratmeter
- 1 Bukan = 10 Kinjon